# Danshøi
Der Danshøi ist eine megalithische Grabanlage der jungsteinzeitlichen Nordgruppe der Trichterbecherkultur im Kirchspiel Græse in der dänischen Kommune Frederikssund. Während der Bronzezeit wurde die Anlage erheblich erweitert und für weitere Bestattungen verwendet. Das Grab wurde 1899 archäologisch untersucht.

## Lage
Das Grab befindet sich südlich von Græse auf einem erhöht gelegenen baumbestandenen Gelände. In der näheren Umgebung gibt bzw. gab es zahlreiche weitere megalithische Grabanlagen.

## Forschungsgeschichte
In den Jahren 1890 und 1942 führten Mitarbeiter des Dänischen Nationalmuseums Dokumentationen der Fundstelle durch. 1899 fand eine Grabung unter Leitung von Hans Kjær statt. Eine weitere Dokumentation erfolgte 1982 durch Mitarbeiter der Forst- und Naturbehörde.

## Beschreibung

### Architektur
Die Anlage besaß ursprünglich eine längliche Hügelschüttung, über deren Orientierung und Maße keine Informationen vorliegen. Dieser ursprüngliche Hügel enthielt eine noch erhaltene Grabkammer, die wohl als Urdolmen anzusprechen ist. Über ihre Orientierung und ihre Maße liegen keine Informationen vor. Die Kammer besteht aus vier Wandsteinen.
In der älteren Bronzezeit wurde der Langhügel zu einem Rundhügel erweitert. Sein Durchmesser betrug 1890 19 m in Ost-West-Richtung und 18 m in Nord-Süd-Richtung. Vor allem im Süden und im Osten ist der Hügel angegraben. Seine abgeflachte Oberseite hat einen Durchmesser von 10 m in Ost-West-Richtung und 11 m in Nord-Süd-Richtung.
Kjær stieß bei seiner Grabung auf drei Bestattungen der älteren Bronzezeit. Das bronzezeitliche Hauptgrab bestand aus einem Steinpflaster, auf dem ein hölzerner Sarg stand. Es war umgeben von einem Steinmantel mit einer Länge zwischen 8 m und 9 m sowie einer Höhe von 2 m.

### Funde

#### Bestattungen
Im bronzezeitlichen Hauptgrab wurden unverbrannte menschliche Knochen gefunden.

#### Beigaben
Als Beigaben wurden im bronzezeitlichen Hauptgrab ein Schwert und ein Absatzbeil aus Bronze sowie ein Feuerzeug bestehend aus einem Feuerstein und einem Stück Pyrit gefunden.